# Reto Weber
Reto Weber (* 20. August 1953 in Solothurn) ist ein Schweizer Perkussionist.

## Person
Weber begann mit 14 Jahren in einer Schülerband mit dem Schlagzeugspiel und spielte dann in diversen Beatmusik-, Blues- und auch schon Jazzgruppen. Er studierte in Basel zeitgenössische Perkussion. Seit 1973 gab er Solokonzerte als Schlagzeuger und beschäftigte sich zunehmend mit der Perkussion in nicht-europäischen Musikkulturen. Daneben spielte er zwischen 1976 und 2000 mit dem Schweizer Computerpionier und Saxophonisten Bruno Spoerri unzählige Konzerte weltweit. Davon zeugen Einspielungen wie The Sound ot the Ufos (Gold records) oder Controlled Risk (Konnex Records). In den Achtzigern waren Spoerri und Weber zusammen mit Albert Mangelsdorff und Christy Doran als Movin' On unterwegs und veröffentlichten das Album Shake Shuttle and Blow (Enja Records).
1978 gründete er sein Percussion Orchestra gemeinsam mit dem Ghanaer Nana Twum Nketia und dem Iraner Djamchid Chemirani. Zu dieser Gruppe gehörten zeitweise auch  Muthuswamy Balasubramoniam, Adama Dramé, Mustapha Tettey Addy, Dom Um Romao; die Gruppe tourte auch mit Bläsern wie Albert Mangelsdorff, Chico Freeman oder Franco Ambrosetti sowie mit dem Phong Lan Orchestra Hanoi. Diverse CDs dokumentieren dessen Arbeit. Das Percussion Orchestra tourte weltweit über 25 Jahre und spielte unter anderem auf Festivals in Jakarta, Chicago, Montreux, Berlin, Paris, Dakar, Havanna, São Paulo, Johannesburg, Tokyo und Hong Kong. Es „begeisterte durch eine nur oberflächlich esoterisch anmutende Klangvielfalt.“
Auch in anderen Kontexten arbeitete Weber über lange Jahre immer wieder mit Albert Mangelsdorff zusammen; so spielte er in der Gruppe movin on mit Mangelsdorff, Bruno Spoerri und Ernst Reijseger oder Christy Doran, oder mit Albert Mangelsdorff auch im Duo, dann im Trio mit Eberhard Weber. 2004 gründete er mit jungen Musikern die Squeeze Band, mit denen er regelmässig auftritt. Daneben war er auch im Trio mit Eberhard Weber und Enrico Rava unterwegs. Er trat weiterhin mit Musikern auf wie Dave Holland, Marion Brown, Trevor Watts, Toto Blanke.
Nach Albert Mangelsdorffs Tod 2005 wurde die Trioarbeit mit Eberhard Weber und Enrico Rava fortgesetzt. Dies bis Eberhard Webers Schlaganfall 2007.
Seine aktuelle Formation Squeezeband ist besetzt mit Chico Freeman, Christy Doran, Nino G., Michel Alibo/Heiri Känzig Rodrigo Rodriguez u. a. Neben zahlreichen Solokonzerten tritt er auch im Duo mit Jasper van’t Hof auf und in Chico Freeman’s Exotica Trio mit dem schwedischen Cellisten Svante Henryson. Seit 2015 arbeitet Weber als Duo mit Jasper vant Hof zusammen und brachte 2018 die CD Featuring heraus. Ab 2015 war Weber in der Gruppe von Chico Freeman Plustett mit Kenny Davis, Ernie Adams, Antonio Farao und Chico Freeman aktiv.
Weber wurde regelmässig in die Winner-Polls des Jazz Forum gewählt. Daneben ist er auch als Interpret klassischer Musik anerkannt, etwa durch die Uraufführung der Scenes pour percussion et orchestre von Jörg Iwer. Er lehrte an der Swiss School in Bern und gibt Workshops und Schulkonzerte.
Reto Weber war an der Entstehung der Hang Klangskulptur beteiligt: Er brachte im November 1999 sein Steel Pan zum Nachstimmen. Als er das neu gestimmte Steelpan wieder abholte, brachte er auf Wunsch der Instrumentenbauer Felix Rohner und Sabina Schärer ein Ghatam (indisches Perkussionsinstrument) mit und führte das Instrument vor. Dabei äußerte er den Wunsch, ein solches Perkussionsinstrument mit verschiedenen Tönen bzw. in verschiedenen Tonlagen haben zu wollen. Daraufhin holten Rohner und Schärer zwei Steel Pan-Halbschalen, die Schärer zuvor gestimmt hatte hervor und fügten diese zusammen. Aus diesem Prototyp wurde das Hang entwickelt.
2023 erschien die Monografie von Reto Weber "DRUMMIN" im Verlag Edition Clandestine.